# 形から入ってみた
『形から入ってみた』（かたちからはいってみた）は、TBS系列で放送されていたバラエティ番組である。

## 出演者
MC
- かまいたち（山内健司・濱家隆一）

## ネット局
| 放送対象地域   | 放送局           | 系列    | 放送日時                     | 放送期間                | ネット状況 |
| -------------- | ---------------- | ------- | ---------------------------- | ----------------------- | ---------- |
| 関東広域圏     | TBSテレビ（TBS） | TBS系列 | 月曜 23:56 - 翌0:55          | 2023年4月24日 - 7月4日  | 【制作局】 |
| 中京広域圏     | CBCテレビ（CBC） | TBS系列 | 水曜 1:05 - 1:35（火曜深夜） | 2023年5月10日 - 7月19日 | 遅れネット |
| 沖縄県         | 琉球放送（RBC）  | TBS系列 | 木曜 14:20 - 14:50           | 2023年6月29日 -         | 遅れネット |
| 岡山県・香川県 | 山陽放送（RSK）  | TBS系列 | 火曜 0:55 - 1:25（月曜深夜） | 2023年7月4日 -          | 遅れネット |
| 近畿広域圏     | 毎日放送（MBS）  | TBS系列 | 水曜 0:26 - 0:56（火曜深夜） | 2023年7月5日 -          | 遅れネット |
| 広島県         | 中国放送（RCC）  | TBS系列 | 金曜 0:26 - 0:56（木曜深夜） | 2023年7月7日 - 9月22日  | 遅れネット |
| 宮崎県         | 宮崎放送（MRT）  | TBS系列 | 金曜 0:26 - 0:56（木曜深夜） | 2023年7月7日 -          | 遅れネット |

## スタッフ

### レギュラー版
- ナレーター：山内あゆ（TBSアナウンサー）
- 構成：寺田智和、一場麻美、髙﨑淳平、新家朋乃佳、古永家啓輔
- TM：八木真
- TD：中里子
- CAM：山口航
- VE：吉田崇
- 音声：佐藤達也
- 照明：木村郁恵
- 編集：吉田有貴、棚辺由香子
- MA：中村美来
- 美術P：三枝善治郎
- デザイナー：西出衣織
- 装置：相良比佐夫
- 操作：坂上好明
- 電飾：田谷尚教
- ヘアメイク：小川瑛未
- 宣伝：竹井英俊、田口悠
- 編成：野村和矢
- 協力：東京オフラインセンター、IMAGICA Lab.
- 音効：上島光央
- TK：鈴木裕恵
- デスク：菊池友加里
- リサーチ：Writers OFFICE、桜井たい子、本庄としえ
- AD：小張頌太、小林夏樹、高橋匠
- AP：上原彩子、穴井里加子、内田早紀
- ディレクター：相澤雄、木村英貴、中山健志、瀬戸亘、橋田裕元、西田法明、丹野樹史
- 演出：宮森英生
- 総合演出：須藤有加
- プロデューサー：藤野信樹／寺田裕樹、山本一雄、住田雄一
- 制作協力：FAT TRUNK、BULLY CAT、BEE OURS、すくらむ
- 制作：TBSテレビコンテンツ制作局制作一部
- 製作著作：TBS

### パイロット版
- ナレーター：立木文彦
- 構成：寺田智和、一場麻美、髙﨑淳平、新家朋乃佳、古永家啓輔
- TM：八木真
- TD：中里子
- CAM：山口航
- VE：吉田崇
- 音声：佐藤達也（第2弾）
- 照明：木村郁恵
- 編集：吉田有貴、棚辺由香子
- MA：木村亮允（第1弾-1,第2弾-1）、中村美来（第1弾-2,第2弾-2）
- 美術P：三枝善治郎
- デザイナー：西出衣織
- 装置：相良比佐夫
- 操作：遠藤敏子（第2弾、第1弾はヘアメイク）
- 電飾：田谷尚教
- ヘアメイク：川原悠希（第2弾）
- 協力：東京オフラインセンター、IMAGICA Lab.
- 宣伝：竹井英俊、田口悠（共に第2弾）
- 編成：野村和矢
- 音効：上島光央
- TK：鈴木裕恵
- デスク：菊池友加里
- リサーチ：Writers OFFICE、桜井たい子（桜井→第2弾）
- AD：小張頌太、鈴木優亜、陶山優衣梨、菅桃香（共に第2弾）
- AP：内田早紀、上原彩子、穴井里加子（上原・穴井→第2弾）
- ディレクター：中山健志、大塚太智／村中良輔（大塚→第2弾、村中→第1弾,第2弾-2）
- 演出：宮森英生
- 担当プロデューサー：山本一雄（第2弾-1まではMP/考査）、住田雄一
- 総合演出：須藤有加
- プロデューサー：藤野信樹
- 制作協力：FAT TRUNK
- 制作：TBSテレビコンテンツ制作局制作一部
- 製作著作：TBS

#### 過去のスタッフ（パイロット版）
- 音声：和田良介（第1弾）
- 操作：坂上好明（第1弾）
- 宣伝：小山陽介、原美穂乃（共に第1弾）
- AD：長山祐輔、加来理咲子、小張祐太、戸塚文瀬（共に第1弾）
- ディレクター：相澤雄、山本健太郎、高木裕太、永島糧（共に第1弾）、木村英貴（第2弾-1）
- 担当プロデューサー：森谷虹心（第1弾）
- プロデューサー：麻生邦浩、寺田裕樹（共に第1弾）